# Giovanni Castellano
Giovanni Castellano (Melfi, 7 maggio 1873 – New York, 22 agosto 1952) è stato un cuoco e pasticciere italiano.

## Biografia
Recatosi a Napoli in giovane età, frequentando una scuola di cuochi pasticcieri, a 20 anni divenne cuoco degli ufficiali del 69º reggimento fanteria a Roma ed, in seguito, capo della cucina del generale Giacomo Bogliolo, vicesegretario del Ministero della Guerra, sotto il governo di Francesco Crispi. Nel 1899, preparò e servì un banchetto a Napoli in onore dell'ammiraglio americano George Dewey, per festeggiare una vittoria della sua flotta durante la guerra ispano-americana.
Nello stesso anno, Castellano lasciò l'Italia per trasferirsi a Montréal, in Canada, per lavorare come cuoco pasticciere di Robert Hall, provveditore della città. Durante la sua permanenza canadese, Castellano ricevette le mansioni di cuoco per alcune personalità illustri. Preparò e servì al Victoria College un banchetto per il re Edoardo VII, in quel momento in visita nel Canada. Predispose anche un pasto regale per il cardinale Diomede Falconio, delegato apostolico del papa Leone XIII negli Stati Uniti e nel Canada; e per l'inventore Guglielmo Marconi, servito a Sidney (Nuova Scozia).
Successivamente, Castellano emigrò a New York, lavorando come capo pasticciere per la "Maresi e C.", passando poi alla "Grand Union Hotels", al "Club Repubblicano" e al "Crescent Atlantic Club". Oltre all'attività culinaria, ebbe un ruolo in associazioni di mutuo soccorso e massoniche come la "Italian Lodge of Free and Accepted Masons" e fu inoltre presidente dell'Associazione di Cittadini Italo-Americani e dell'"Unione dei Lavoratori della Mensa" di New York. Per i suoi meriti in campo gastronomico, venne insignito con una medaglia d'oro dall'ambasciatore francese a Washington e una rivista anglo-americana, The Caffere, gli dedicò un profilo, inserendolo tra i più grandi cuochi.